# 1864 у залізничному транспорті
1864 у залізничному транспорті
Шаблон:Роки на залізниці
Шаблон:Навігація по року

## Події
- На острові Шрі-Ланка побудована перша залізнична лінія поблизу міста Коломбо[1].
- На острові Ява прокладена перша залізнична гілка поблизу міста Семаранг[1]Перша "Кукушка" («Зозуля»).

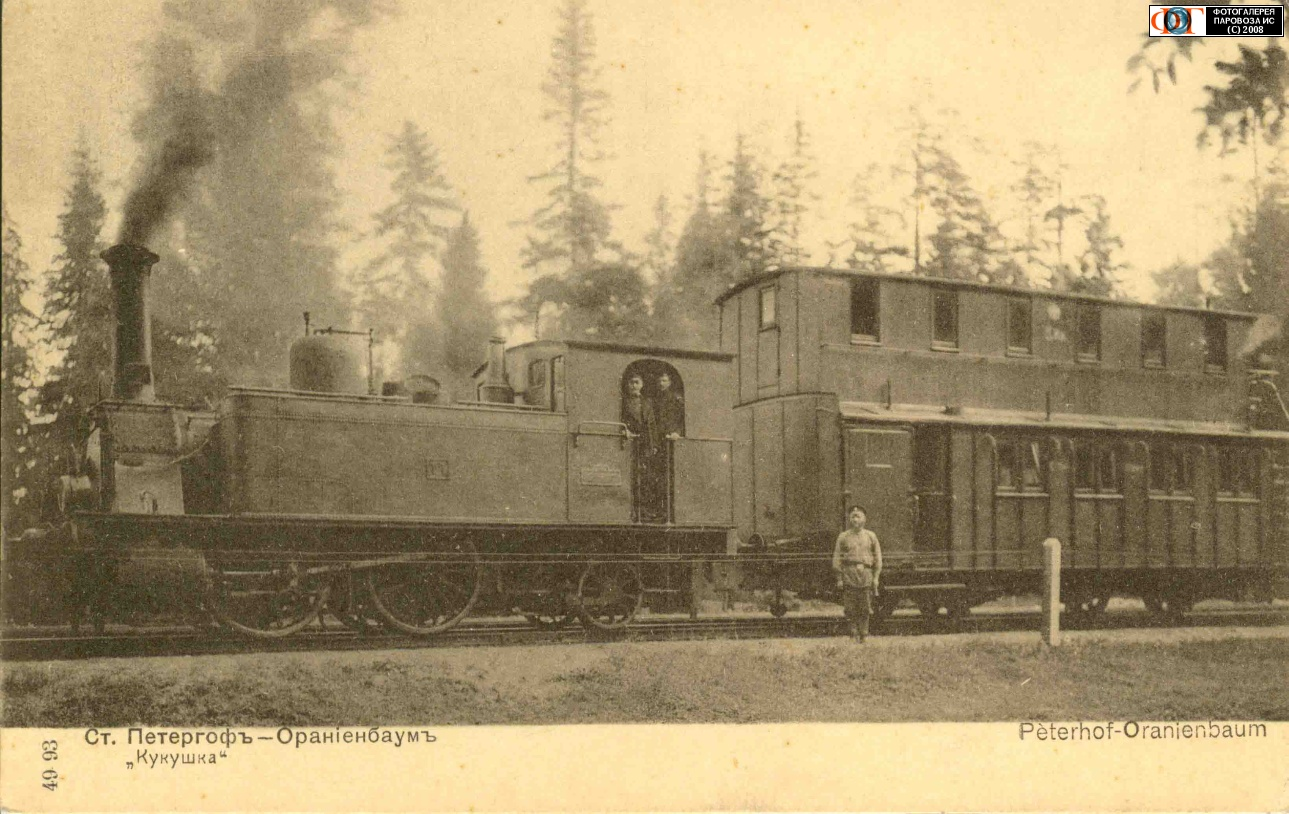
Перша "Кукушка" («Зозуля»)

- У Росії з'явилася перша "Кукушка"[ru] («Зозуля») — цим ім'ям петербурзькі дачники охрестили нештатний поїзд місцевого сполучення, пущений на лінії Петергоф—Оранієнбаум.
- У серпні в Уельсі поблизу Портмадога відкрилася лінія Кройсорського трамваю[en].
- 13 червня — перше розширення мережі Лондонського метрополітену після відкриття у 1863 році. Відкрито наземні станції «Ноттінг Хілл», «Шефердс Буш» та «Хаммерсміт» (пізніше дві останні станції будуть закриті, а однойменні станції побудовані в безпосередній близькості від первинних).

## Персони

### Народилися
- 6 березня Едуард Броніславович Крігер-Войновський[ru] — російський державний діяч, інженер. У 1916 році — керуючий Міністерством шляхів сполучення.